# Черхава
Черхава (укр. Черхава) — село в Ралевской сельской общине Самборского района Львовской области Украины.
Население по переписи 2001 года составляло 543 человека. Занимает площадь 5,44 км². Почтовый индекс — 81481. Телефонный код — 3236.